# Juniorvärldsmästerskapen i orientering 2025
Juniorvärldsmästerskapen i orientering 2025 arrangerades mellan den 26 juni och 3 juli 2025 i Trentino-Sydtyrolen i Italien. Det var den 35:e upplagan av juniorvärldsmästerskapen i orientering.

## Medaljörer

### Damer
| Gren                  | Guld                                                    | Guld    | Silver                                          | Silver  | Brons                                                          | Brons   |
| Sprint (29 juni)      | Seline Sannwald Schweiz                                 | 12.00   | Kati Hotz Schweiz                               | 12.03   | Lucie Dittrichová Tjeckien                                     | 12.05   |
| Långdistans (30 juni) | Freja Hjerne Sverige                                    | 1:06.17 | Henriette Radzikowski Schweiz                   | 1:06.23 | Rita Máramarosi Ungern                                         | 1:07.54 |
| Medeldistans (2 juli) | Viktorie Škáchová Tjeckien                              | 25.22   | Rita Máramarosi Ungern                          | 25.53   | Lucie Dittrichová Tjeckien                                     | 26.09   |
| Stafett (3 juli)      | Schweiz Henriette Radzikowski Kati Hotz Seline Sannwald | 1:50.13 | Sverige Signe Hördegård Alva Björk Freja Hjerne | 1:53.07 | Tjeckien Viktorie Vyziblová Barbora Strýčková Kateřina Štěpová | 1:53.43 |

### Herrar
| Gren                  | Guld                                              | Guld    | Silver                                             | Silver  | Brons                                                 | Brons          |
| Sprint (29 juni)      | Jonas Fenne Ingierd Norge                         | 12.57   | Tomasz Rzeńca PolenDaniel Bolehovský Tjeckien      | 13.20   | Ingen medaljör                                        | Ingen medaljör |
| Långdistans (30 juni) | Daniel Bolehovský Tjeckien                        | 1:10.43 | Wilmer Selin Sverige                               | 1:11.47 | Alejandro Garrido Díaz Spanien                        | 1:12.03        |
| Medeldistans (2 juli) | Márton Csoboth Ungern                             | 25.52   | Loïc Berger Schweiz                                | 27.07   | Rasmus Töyrylä Finland                                | 28.02          |
| Stafett (3 juli)      | Sverige Ludwig Rosén Wilmer Salin Hannes Mogensen | 1:46.09 | Schweiz David Baumberger Corsin Müller Loïc Berger | 1:46.11 | Tjeckien Prokop Tomášek Erik Heczko Daniel Bolehovský | 1:48.50        |

### Mixed
| Gren                    | Guld                                                                    | Guld     | Silver                                                        | Silver   | Brons                                                            | Brons    |
| Sprintstafett (28 juni) | Tjeckien Hana Vítková Daniel Bolehovský Tomáš Urbánek Lucie Dittrichová | 54.24,00 | Sverige Freja Hjerne Hannes Mogensen Max Österberg Alva Björk | 54.32,40 | Ungern Janka Mikes Mihály Csoboth Márton Csoboth Rita Máramarosi | 54.33,70 |

## Medaljtabell
*   Värdland ( Italien)
| Nr                  | Nation              | Guld | Silver | Brons | Totalt |
| ------------------- | ------------------- | ---- | ------ | ----- | ------ |
| 1                   | Tjeckien            | 3    | 1      | 4     | 8      |
| 2                   | Schweiz             | 2    | 4      | 0     | 6      |
| 3                   | Sverige             | 2    | 3      | 0     | 5      |
| 4                   | Ungern              | 1    | 1      | 2     | 4      |
| 5                   | Norge               | 1    | 0      | 0     | 1      |
| 6                   | Polen               | 0    | 1      | 0     | 1      |
| 7                   | Finland             | 0    | 0      | 1     | 1      |
| 7                   | Spanien             | 0    | 0      | 1     | 1      |
| Totalt (8 nationer) | Totalt (8 nationer) | 9    | 10     | 8     | 27     |